# Union économique eurasiatique
Pour les articles homonymes, voir EAU et EEU.
Ne doit pas être confondu avec Communauté économique eurasiatique, Commission eurasiatique ou Communauté des États indépendants.
Institutions
L'Union économique eurasiatique (UEEA) ou Union économique eurasienne (en russe : Евразийский экономический союз/Jevrazijský ekonomičeský sojuz ; en biélorusse : Еўразійскі эканамічны саюз/Eúrazijski ekanamičny sajuz ; en kazakh : Еуразиялық Экономикалық Одақ/Eurazialyq ekonomikalyq odaq ; en anglais, Eurasian Economic Union [EAEU / EEU] ou Eurasian Union [EAU]) est une union fondée par la Biélorussie, le Kazakhstan et la Russie par un traité du 29 mai 2014. L'Arménie signe le traité d'adhésion le 9 octobre 2014,.
À l'origine, l'accord fut porté par le président kazakh Noursoultan Nazarbaïev, puis poussé par Vladimir Poutine. Les présidents des cinq pays membres de la Communauté économique eurasiatique (CEEA) ont signé le 10 octobre 2014 à Minsk l'accord de dissolution de la CEEA, qui cède sa place à l'Union économique eurasiatique (UEEA) en 2015 (la CEEA regroupait la Biélorussie, la Russie, le Kazakhstan, le Kirghizistan et le Tadjikistan). Ayant été approuvée par les Parlements de chaque État, l'Union entre en vigueur le 1er janvier 2015.
Le Kirghizistan l'a rejointe le 8 août 2015, après ratification des quatre autres membres, et le Tadjikistan, a montré la volonté de rejoindre la nouvelle Union.
Pour Michel Eltchaninoff, l'Union économique eurasiatique reprend « les grandes lignes du courant eurasiste des années 1920 et très en vogue depuis les années 1990 ».

## Historique
Pour un article plus général, voir Géopolitique de la Russie.

### Origines

#### Années 1990
Après la fin de la guerre froide et la dislocation de l'URSS, la Russie et les républiques d'Asie centrale étaient affaiblies économiquement et faisaient face à un déclin du PIB. Les États post-soviétiques ont connu des réformes économiques et des privatisations,. Le processus d'intégration eurasiatique a commencé immédiatement après la dislocation de l'Union soviétique pour sauvegarder les liens économiques des États post-soviétiques avec la création de la Communauté des États indépendants le 8 décembre 1991 par les présidents de la Biélorussie, du Kazakhstan et de la Russie.
En 1994, lors d'un discours à l'université d'État de Moscou, le président du Kazakhstan, Noursoultan Nazarbaïev, suggéra l'idée de créer un espace de « défense commune » et un bloc commercial régional pour lier et bénéficier des économies grandissantes d'Europe et d'Asie de l'Est,. L'idée fut rapidement perçue comme un moyen de renforcer le commerce et l'investissement tout en contrebalançant les unions d'intégration occidentales,.

#### Premiers traités

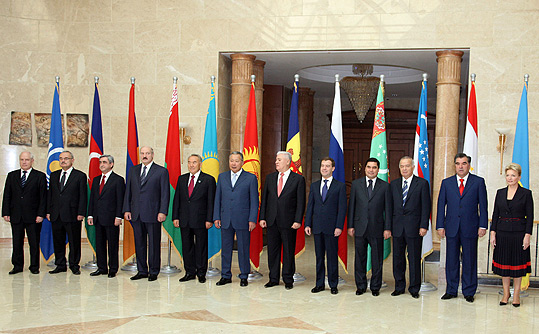
Rencontre des chefs d’État de la Communauté des États indépendants à Bichkek en 2008.

Dans les années 1990, le processus d'intégration eurasiatique était lent, possiblement à cause de la crise économique résultant de la dissolution de l’Union soviétique et de la taille des pays impliqués (la Russie, la Biélorussie et le Kazakhstan couvrent une surface totale de près de 20 millions de km2). En conséquence, de nombreux traités ont été signés par les États membres pour établir progressivement un bloc commercial régional.
Parmi ces accords figurent notamment ceux qui créent la Communauté économique centre-asiatique (1994), l'Union de la Russie et de la Biélorussie (1996) et la Communauté économique eurasiatique (CEEA).
En 1995, la Biélorussie, le Kazakhstan et la Russie, puis plus tard le Kirghizistan et le Tadjikistan, signèrent le premier accord sur l’établissement d'une union douanière. Son but est l'établissement graduel d'une union douanière et à la création de frontières ouvertes sans contrôle des passeports entre les États membres.
En 1996, la Biélorussie, le Kazakhstan, le Kirghizistan et la Russie signèrent un traité sur l'intégration approfondie dans les domaines économiques et humanitaires pour lancer l'intégration économique entre les pays pour permettre la création d'un marché commun des biens, services, capitaux, du travail et du développement de système de passeports, d'énergie et d'informations uniques.
En 1999, la Biélorussie, le Kazakhstan, le Kirghizistan, la Russie et le Tadjikistan signèrent un traité sur l’union douanière et l'espace économique unique en clarifiant les objectifs et politiques que les États devraient entreprendre pour mettre en place l'union douanière eurasiatique et l’espace économique eurasiatique,.

### Communauté économique eurasiatique (2000-2014)
Afin de promouvoir une intégration économique approfondie et plus de coopération, la Biélorussie, le Kazakhstan, le Kirghizistan, la Russie et le Tadjikistan ont établi, en 2000, la Communauté économique eurasiatique que l'Ouzbékistan a rejointe en 2006. Le traité établissait un marché commun entre ses États membres. La Communauté économique européenne servit de modèle à la Communauté économique eurasiatique. Ces dernières comptaient alors une population relativement proche de respectivement 171 et 169 millions d'habitants.
Un traité sur un espace économique unique entre la Biélorussie, le Kazakhstan, la Russie et l'Ukraine fut signé en 2003 et ratifié en 2004, mais le processus fut arrêté par la révolution orange.
En 2007, la Biélorussie, le Kazakhstan et la Russie signèrent un accord pour créer une union douanière entre eux.

### Établissement de l'union douanière et du marché commun (2010-2014)

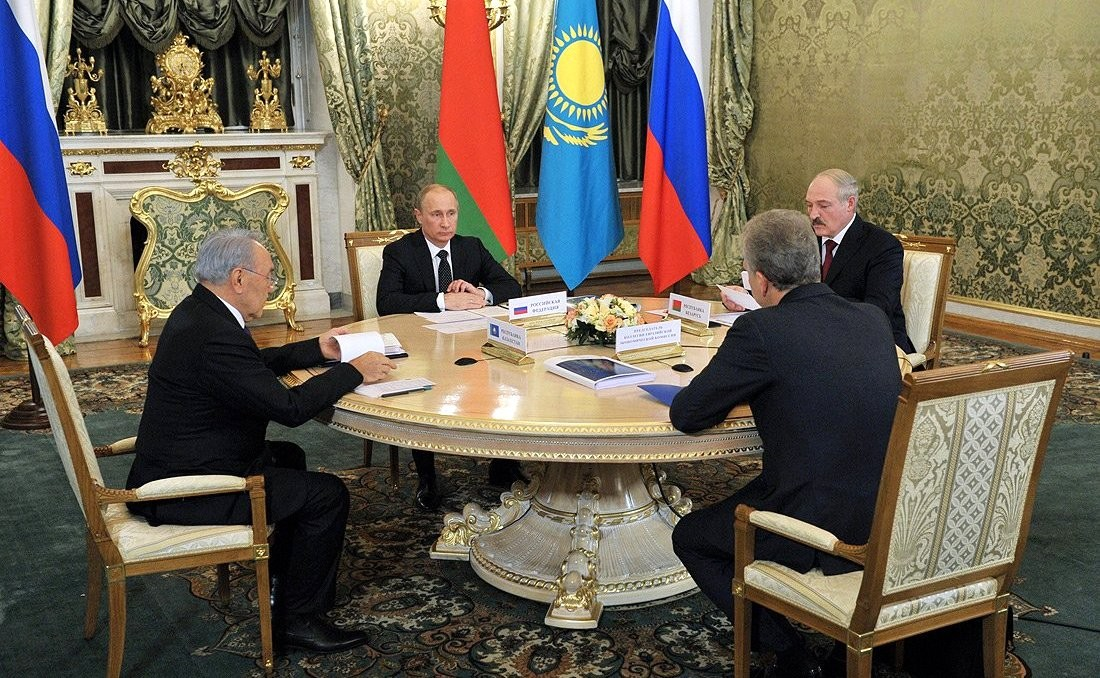
Une réunion du Conseil économique eurasiatique suprême (composé des chefs d’États de l'Union) se déroule une fois par an. De gauche à droite : Noursoultan Nazarbaïev, Vladimir Poutine, Viktor Khristenko et Alexandre Lukachenko.

L'Union douanière entre la Biélorussie, le Kazakhstan et la Russie (actuelle Union douanière de l'Union eurasiatique) a été créée le 1er janvier 2010. Les priorités de l'Union douanière étaient l'élimination des tarifs douaniers au sein du bloc, établissant un tarif douanier extérieur commun et éliminant les barrières non-douanières. Il a été lancé comme une première étape vers la formation d'un marché unique plus grand inspiré de l'Union européenne, avec pour objectif de renforcer les liens entre les États post-URSS. Les États membres planifiaient de continuer l'intégration économique et ont établi que les barrières douanières devaient être supprimées après juillet 2011.
L’idée, basée sur l'intégration de l'Union européenne, a été évoquée par le Premier ministre de la Russie, Vladimir Poutine, en octobre 2011. Le 18 novembre 2011, les présidents de la Biélorussie, du Kazakhstan, d'Arménie et de la Russie ont signé un accord qui a pour objectif d’établir l'Union économique eurasiatique d'ici 2015.
Le 1er janvier 2012, les trois États établirent l'espace économique commun qui garantit le fonctionnement effectif du marché commun pour les biens, les services, le capital et le travail, et établit des politiques industrielles, de transports, énergétiques et agricoles cohérentes,. L'accord, comprenant une feuille de route pour l’intégration future des États, a établi la Commission eurasiatique (inspirée de la Commission européenne) et la zone économique eurasiatique, qui ont commencé à fonctionner le 1er janvier 2012,. La Commission économique eurasiatique sert d'agence régulatoire pour l'Union douanière eurasiatique, l'espace économique commun et l'union économique eurasiatique.

### Développement possible
L'Espace économique commun, comprenant l'Union douanière et la Zone de libre-échange, a déjà créé une intégration économique partielle entre trois pays : la Russie, le Kazakhstan et la Biélorussie. Ainsi, l’Union économique eurasiatique peut être considérée comme étant la continuité de cette union économique[réf. nécessaire]. Un certain nombre d'organisations régionales sont aussi des bases pour une intégration plus poussée : c'est le cas pour notamment l'Union de la Russie et de la Biélorussie, la Communauté économique eurasiatique, l'Organisation du traité de sécurité collective et la Communauté des États indépendants.

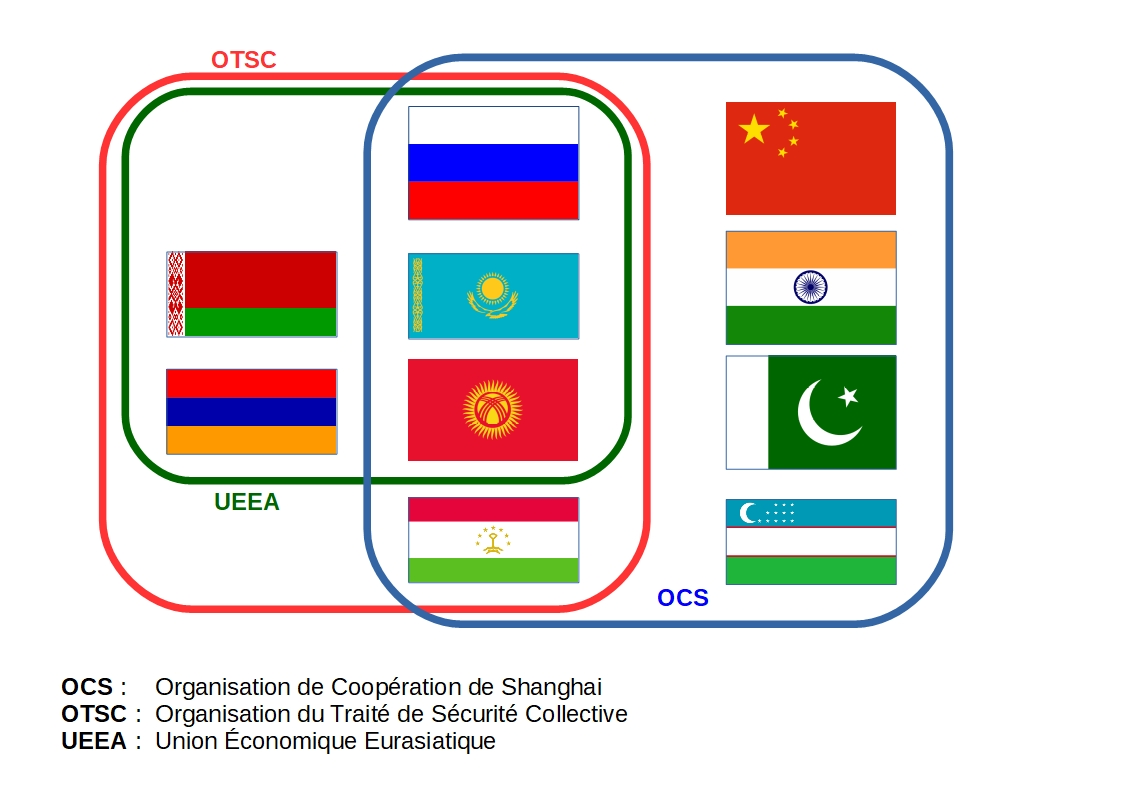
Schéma des alliances inter-étatiques dans l'espace eurasiatique - décembre 2017

D'après l'universitaire Michael E. Lambert, Vladimir Poutine souhaite inclure dans l'Union économique eurasiatique « des pays comme la Moldavie, l’Ukraine, la Biélorussie, ceux du Caucase et d’Asie centrale. Ce nouvel ensemble aura pour objectif à terme, de mener à l’émergence d’une seule armée eurasiatique, d’un même gouvernement ou encore d’une même devise ».
Des discussions en vue de l'établissement d'un accord de libre échange entre l'Union eurasiatique et la Corée du Sud ont été initiées à l'occasion du Forum économique oriental de septembre 2017 à Vladivostok. Une rencontre entre les premiers ministres russes et sud-coréen a confirmé la volonté exprimée par les deux pays en novembre 2017.
À l'occasion de la réunion de mai 2018 organisée à Astana (Kazakhstan), l'Iran et la Chine doivent signer des accords commerciaux avec l'UEEA, aboutissant à l'établissement d'une  zone de libre-échange.

## Gouvernance

### Institutions

#### Commission eurasiatique
L'accord signé par les présidents Dmitri Medvedev de Russie, Noursoultan Nazarbaïev du Kazakhstan, et Alexandre Loukachenko de Biélorussie a établi la Commission eurasiatique, l'organe de gouvernance supranational de l'Espace économique eurasiatique, qui a commencé à fonctionner le 1er janvier 2012. La Commission se base sur le modèle de la Commission européenne. Son siège est à Moscou et les dépenses pour l'infrastructure et les locaux des travailleurs de la Commission seront financés par la Russie, tandis que le budget de la Commission sera financé par les trois États membres et dépendra des parts d'imposition reçu par l'Union douanière de l'Union eurasiatique.
La Commission est présidée par le Conseil, composé des trois vice-Premiers ministres de la Biélorussie, du Kazakhstan et de la Russie, et chaque pays enverra trois représentants qui s'occuperont de la gestion et du fonctionnement journalier de l'organisation. Ces membres recevront le statut de ministres fédéraux dans leurs États respectifs. La Commission se composera de plusieurs départements dont le personnel sera composé à 84 % d'officiels russes, 10 % d'officiels kazakhes et de 6 % d'officiels biélorusses, proportionnellement à la population des États membres. Le candidat russe au poste de conseiller au sein du Conseil de la Commission est Viktor Khristenko, le ministre de l'Industrie et du Commerce (il devra devenir vice-Premier ministre pour prendre le poste). Les candidats kazakhes et biélorusses sont inconnus.
La Commission eurasiatique pourra prendre des décisions non seulement en matière de politique douanière mais aussi en macro-économie, les régulations en matière de concurrence, la politique énergétique et la politique financière. La Commission sera aussi impliquée en matière de marchés publics et de migration des travailleurs. L'accord de la Commission contient de stricts règlements anti-corruption. Le président Dmitri Medvedev déclara que les expériences tant positives que négatives de l'Union européenne seront prises en compte et déclara que l'Union économique eurasiatique évitera les problèmes de différences et fossés économiques entre ces membres, tels que ceux de la zone euro, puisque ces membres ont un niveau de développement économique, une histoire et des valeurs comparables.

### États membres et candidats

Les pays membres de l'Union économique eurasiatique
États observateurs de l'Union économique eurasiatique
États candidats

| Pays         | Capitale | Date d'adhésion  |
| ------------ | -------- | ---------------- |
| Arménie      | Erevan   | 2 janvier 2015   |
| Biélorussie  | Minsk    | 1er janvier 2015 |
| Kazakhstan   | Astana   | 1er janvier 2015 |
| Kirghizistan | Bichkek  | 8 mai 2015       |
| Russie       | Moscou   | 1er janvier 2015 |

Actuellement, il n'y a qu'un seul État candidat déclaré, le Tadjikistan.[réf. nécessaire]
L'Union économique eurasiatique pourrait à terme comprendre plusieurs États de l'ancienne Union soviétique : l'Arménie, la Biélorussie, le Kazakhstan, le Kirghizistan, la Russie et le Tadjikistan. D'après le périodique The New York Times, plusieurs candidats à l'élection présidentielle kirghize de 2011 intégraient le projet dans leur programme. Le gouvernement du Tadjikistan déclara prendre en considération la possibilité d'adhésion. L’Arménie a déclaré le 3 septembre 2013 qu'elle rejoindrait l’Union économique eurasiatique, en réaction à sa confrontation avec l’Azerbaïdjan. Le Kirghizistan a signé le 23 décembre 2014 un accord d'adhésion à l'Union économique eurasiatique (UEEA).
Lors d'un tour de table organisé par les dirigeants du parti Russie unie, le politologue russe Dmitry Orlov déclara que, en dehors des États de l'ex-Union soviétique, l'Union économique eurasiatique pourrait comprendre la Bulgarie, Cuba, la Finlande, la Hongrie, la Mongolie, la Tchéquie, le Venezuela et le Viêt Nam, laquelle les incorporeraient dans un ensemble commun où la langue de communication et de coopération économique serait le russe. D'après Vladimir Poutine, l'Union économique eurasiatique se construirait sur les « meilleures valeurs de l'Union soviétique ». Ce projet d'intégration a pu être présenté comme une tentative de restaurer l'Empire soviétique. En réalité, l'intégration est strictement cantonnée au domaine économique, se fait sur la base du volontariat, réunit des États souverains et répond à des considérations économiques.

## Politiques

### Zone de libre-échange
| Pays      | Capitale  |
| --------- | --------- |
| Égypte    | Le Caire  |
| Vietnam   | Hanoï     |
| Chine     | Pékin     |
| Iran      | Téhéran   |
| Serbie    | Belgrade  |
| Singapour | Singapour |

| Pays                   | Capitale  |
| ---------------------- | --------- |
| Corée du Sud           | Séoul     |
| Inde                   | New Delhi |
| Turquie                | Ankara    |
| Syrie                  | Damas     |
| Israël[réf. souhaitée] | Jérusalem |

### Relations bilatérales

#### Attitude des États-Unis
Les États-Unis sont opposés à la création de l'Union économique eurasiatique, considérant qu'il s'agit d'une tentative de rétablir une Union basée sur le modèle de l'Union soviétique et dominée par la Russie au sein des États post-soviétiques. La nouvelle Union pourrait en effet constituer un obstacle à l'extension de l'influence du pouvoir nord-américain sur le continent eurasiatique. La secrétaire d'État des États-Unis Hillary Clinton déclara en décembre 2012 : « Cela ne portera pas le nom d'URSS. Cela portera le nom d'union douanière, d'Union économique eurasiatique, etc., mais ne nous y trompons pas. Nous en connaissons les buts et nous essayons de trouver le meilleur moyen de le ralentir ou de l'empêcher [son établissement] ».

#### Relations avec l'Union européenne et ses États membres
Selon l’International Crisis Group, deux positions existent au sujet des relations entre l'Union européenne et l'Union économique eurasiatique. En effet, l'UEE pourrait être un outil de dialogue avec l'Union européenne et d'autres partenaires internationaux ou, à l'inverse, être un projet visant à accroitre la domination russe dans la région et limiter la capacité de ses autres membres à entretenir des relations avec l'Occident. Selon l'Union européenne, le projet serait un défi pour la souveraineté des États de son voisinage oriental.
Un engagement politique approfondi entre les deux blocs est qualifié de peu réaliste et notamment conditionné à la mise en œuvre de l'accord de Minsk concernant le conflit en Ukraine.